# Kotuku Ngawati
Kotuku Ngawati (Cairns, 16 de junio de 1994) es una deportista australiana que compitió en natación. Pertenece al grupo maorí de los ngāpuhi.
Ganó una medalla de bronce en el Campeonato Mundial de Natación de 2017 y una medalla de plata en el Campeonato Mundial de Natación en Piscina Corta de 2010.

## Palmarés internacional
| Campeonato Mundial                  | Campeonato Mundial | Campeonato Mundial | Campeonato Mundial |
| Año                                 | Lugar              | Medalla            | Prueba             |
| ----------------------------------- | ------------------ | ------------------ | ------------------ |
| 2017                                | Budapest (Hungría) | Medalla de bronce  | 4 × 200 m libre    |
| Campeonato Mundial en Piscina Corta |                    |                    |                    |
| Año                                 | Lugar              | Medalla            | Prueba             |
| 2010                                | Dubái (EAU)        | Medalla de plata   | 100 m estilos      |